# Црноштица
Црноштица (буг. Църнощица) је насеље у Србији у општини Босилеград у Пчињском округу. Према попису из 2022. било је 98 становника.

## Демографија
У насељу Црноштица живи 168 пунолетних становника, а просечна старост становништва износи 48,2 година (46,4 код мушкараца и 50,1 код жена). У насељу има 70 домаћинстава, а просечан број чланова по домаћинству је 2,71.
Становништво у овом насељу веома је нехомогено (према попису из 2002. године), а у последња три пописа, примећен је пад у броју становника.
|  |

| Демографија | Демографија | Демографија |
| Година      | Становника  | Становника  |
| ----------- | ----------- | ----------- |
| 1948.       | 706         |             |
| 1953.       | 746         |             |
| 1961.       | 611         |             |
| 1971.       | 494         |             |
| 1981.       | 358         |             |
| 1991.       | 261         | 261         |
| 2002.       | 190         | 199         |
| 2011.       | 144         |             |
| 2022.       | 98          |             |

| Година пописа     | 1948. | 1953. | 1961. | 1971. | 1981. | 1991. | 2002. |
| ----------------- | ----- | ----- | ----- | ----- | ----- | ----- | ----- |
| Број домаћинстава | 119   | 129   | 121   | 115   | 94    | 83    | 70    |

| Број чланова      | 1  | 2  | 3  | 4 | 5 | 6 | 7 | 8 | 9 | 10 и више | Просек |
| ----------------- | -- | -- | -- | - | - | - | - | - | - | --------- | ------ |
| Број домаћинстава | 19 | 25 | 12 | 2 | 5 | 3 | 1 | 2 | 0 | 1         | 2,71   |

| Пол    | Укупно | Неожењен/Неудата | Ожењен/Удата | Удовац/Удовица | Разведен/Разведена | Непознато |
| ------ | ------ | ---------------- | ------------ | -------------- | ------------------ | --------- |
| Мушки  | 90     | 29               | 50           | 10             | 1                  | 0         |
| Женски | 82     | 10               | 50           | 22             | 0                  | 0         |
| УКУПНО | 172    | 39               | 100          | 32             | 1                  | 0         |

| Пол    | Укупно                    | Пољопривреда, лов и шумарство | Рибарство                            | Вађење руде и камена | Прерађивачка индустрија       |
| ------ | ------------------------- | ----------------------------- | ------------------------------------ | -------------------- | ----------------------------- |
| Мушки  | 39                        | 23                            | 0                                    | 1                    | 5                             |
| Женски | 25                        | 21                            | 0                                    | 0                    | 2                             |
| УКУПНО | 64                        | 44                            | 0                                    | 1                    | 7                             |
| Пол    | Производња и снабдевање   | Грађевинарство                | Трговина                             | Хотели и ресторани   | Саобраћај, складиштење и везе |
| Мушки  | 0                         | 3                             | 3                                    | 0                    | 1                             |
| Женски | 0                         | 0                             | 1                                    | 0                    | 0                             |
| УКУПНО | 0                         | 3                             | 4                                    | 0                    | 1                             |
| Пол    | Финансијско посредовање   | Некретнине                    | Државна управа и одбрана             | Образовање           | Здравствени и социјални рад   |
| Мушки  | 0                         | 0                             | 1                                    | 2                    | 0                             |
| Женски | 0                         | 0                             | 0                                    | 1                    | 0                             |
| УКУПНО | 0                         | 0                             | 1                                    | 3                    | 0                             |
| Пол    | Остале услужне активности | Приватна домаћинства          | Екстериторијалне организације и тела | Непознато            | Непознато                     |
| Мушки  | 0                         | 0                             | 0                                    | 0                    | 0                             |
| Женски | 0                         | 0                             | 0                                    | 0                    | 0                             |
| УКУПНО | 0                         | 0                             | 0                                    | 0                    | 0                             |

| Етнички састав према попису из 2002.‍ | Етнички састав према попису из 2002.‍ | Етнички састав према попису из 2002.‍ | Етнички састав према попису из 2002.‍ | Етнички састав према попису из 2002.‍ |
| ------------------------------------ | ------------------------------------ | ------------------------------------ | ------------------------------------ | ------------------------------------ |
|                                      |                                      |                                      |                                      |                                      |
| Бугари                               | Бугари                               |                                      | 105                                  | 55,26%                               |
| Југословени                          | Југословени                          |                                      | 43                                   | 22,63%                               |
| Срби                                 | Срби                                 |                                      | 8                                    | 4,21%                                |
| Македонци                            | Македонци                            |                                      | 2                                    | 1,05%                                |
| неизјашњени                          | неизјашњени                          |                                      | 32                                   | 16,84%                               |

| Етнички састав према попису из 2022.‍ | Етнички састав према попису из 2022.‍ | Етнички састав према попису из 2022.‍ | Етнички састав према попису из 2022.‍ | Етнички састав према попису из 2022.‍ |
| ------------------------------------ | ------------------------------------ | ------------------------------------ | ------------------------------------ | ------------------------------------ |
|                                      |                                      |                                      |                                      |                                      |
| Бугари                               | Бугари                               |                                      | 77                                   | 78,6%                                |
| Срби                                 | Срби                                 |                                      | 15                                   | 15,3%                                |